# Вилареш-де-Вилариса
Вилареш-де-Вилариса (порт. Vilares de Vilariça)  —  населённый пункт и район в Португалии,  входит в округ Браганса. Является составной частью муниципалитета  Алфандега-да-Фэ. По старому административному делению входил в провинцию Траз-уж-Монтиш и Алту-Дору. Входит в экономико-статистический  субрегион Алту-Траз-уш-Монтеш, который входит в Северный регион. Население составляет 314 человека на 2001 год. Занимает площадь 14,49 км².